# Minijem

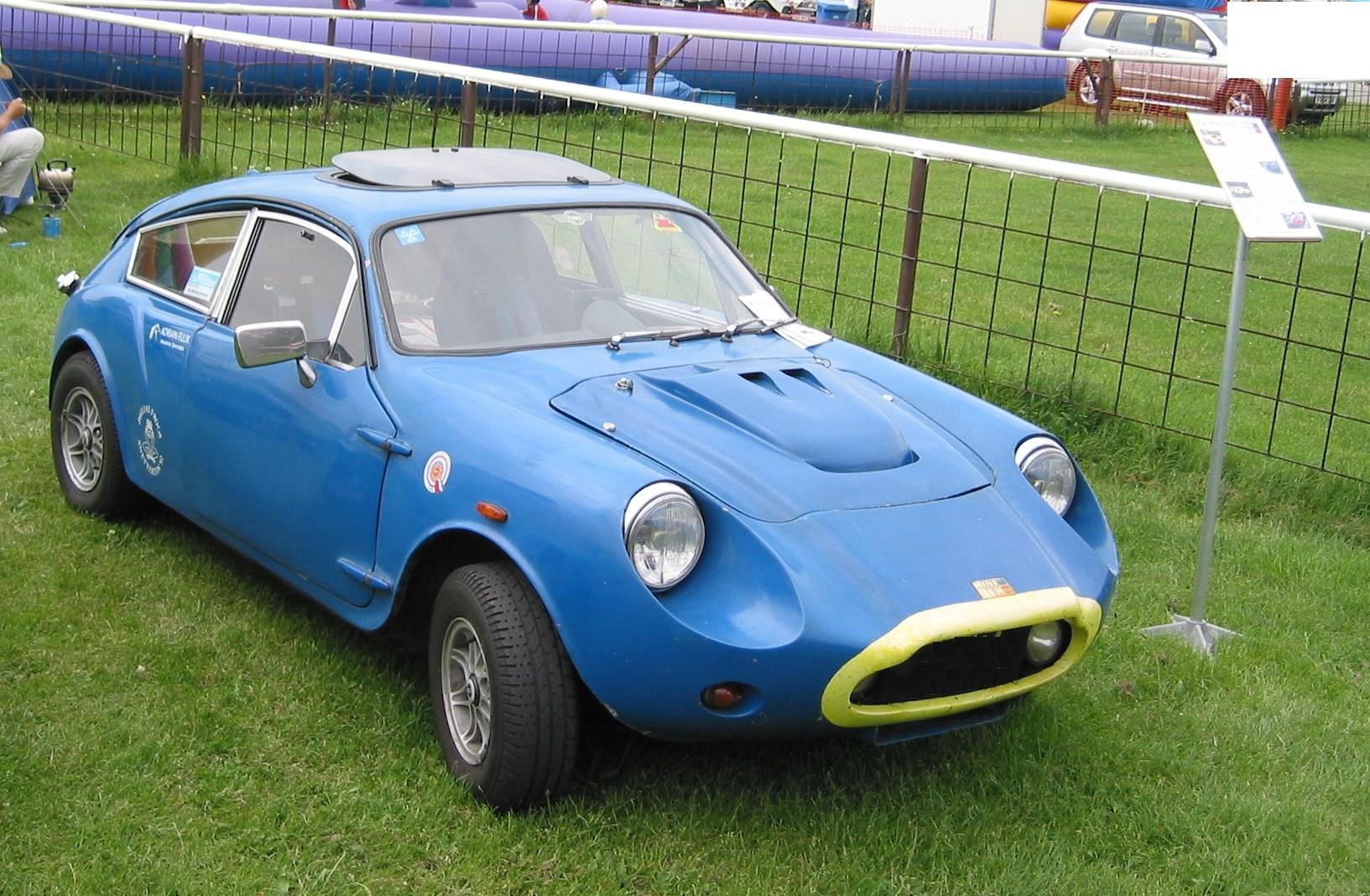
Minijem von 1971

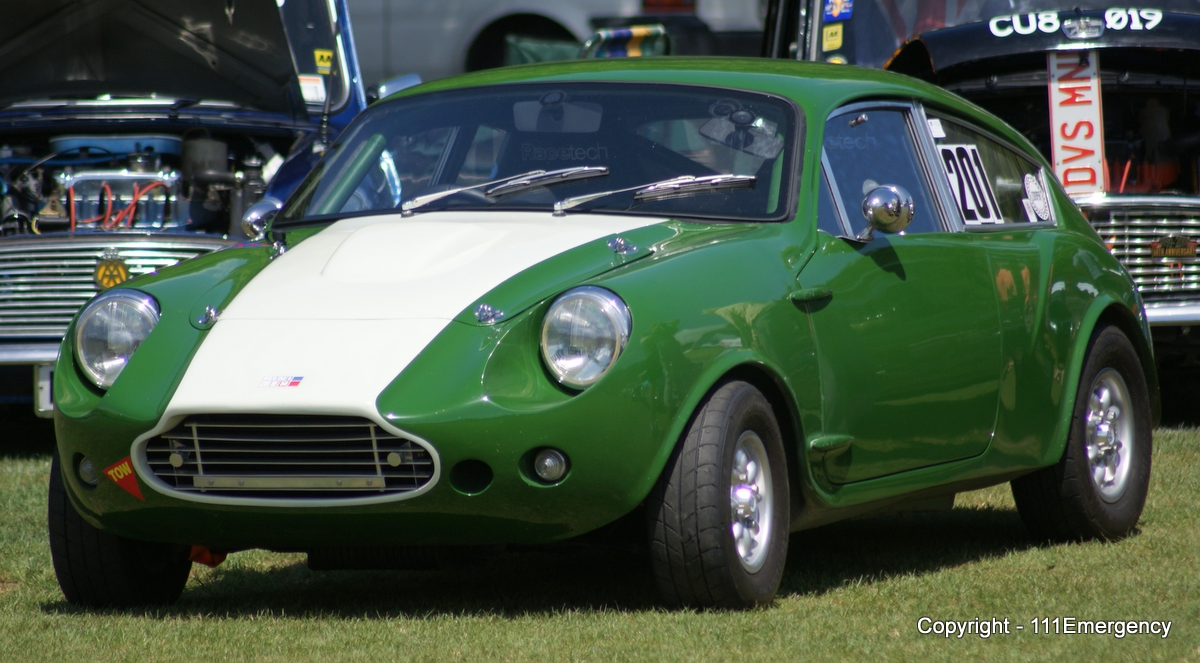
Minijem

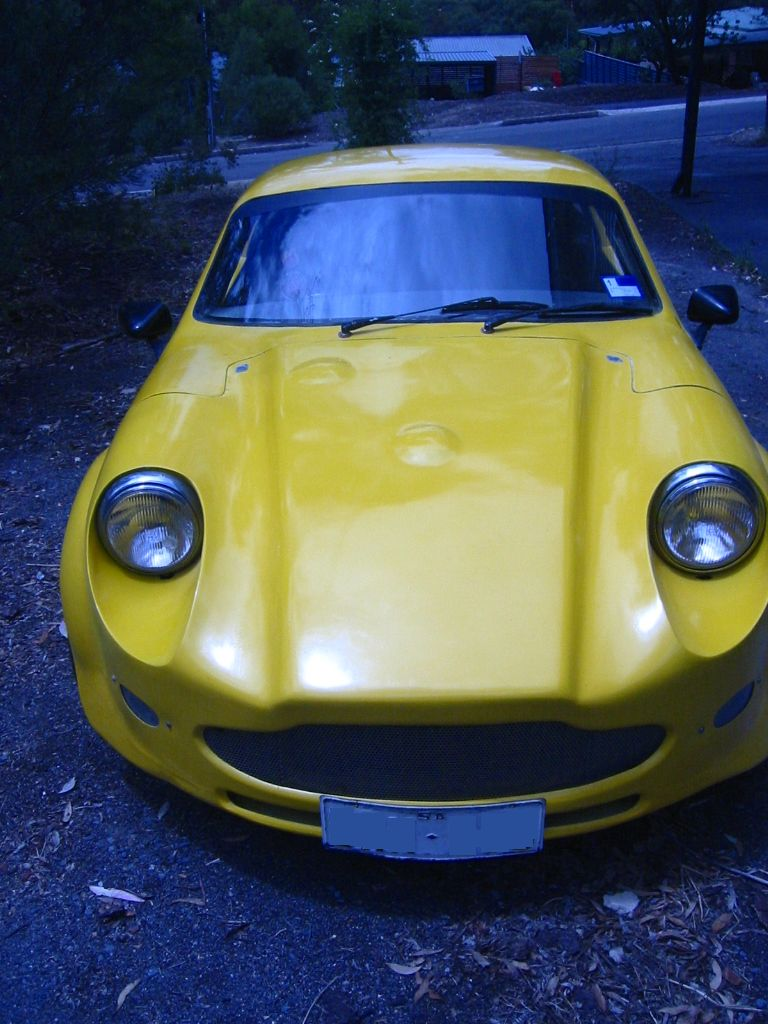
Frontansicht

Minijem war eine britische Automarke.

## Unternehmensgeschichte
Das Unternehmen Jem Developments Limited aus London begann 1966 mit der Produktion von Automobilen, auch in Form von Kit Cars. Die Idee zu dem Fahrzeug stammte von Dizzy Addicott-Dart. Ab 1968 firmierte das Unternehmen als Jem Cars und hatte seinen Sitz in Penn (Buckinghamshire). Ab 1971 fertigte High Performance Mouldings aus Cricklade und ab 1974 Malcolm Fell aus Barrow-in-Furness die Fahrzeuge.
1976 endete die Produktion. Insgesamt entstanden etwa 350 Fahrzeuge.

## Fahrzeuge
Es wurde ein eigenes Fahrgestell und eine Karosserie entwickelt, die zusammen mit dem Motor vom Mini komplettiert wurde. Bei der Karosserie handelte es sich um ein Kombicoupé.
Fahrzeuge dieser Marke sind auf Kit Car-Treffen zu besichtigen.